# Werner Zeussel
Werner Zeussel (* 14. November 1941 in München; † 8. Oktober 2009) war ein deutscher Volksschauspieler und Bühnenautor.

## Leben
Werner Zeussel wirkte seit Ende der 1970er-Jahre in mehreren bekannten Fernsehserien mit, darunter Der Millionenbauer (mit Walter Sedlmayr), Die Hausmeisterin, Tatort und Der Bulle von Tölz. Bekannt wurde er vor allem durch seine Rolle als singender Hausmeister Stürzlinger („In den Bergen wohnt die Freiheit“) in der Kinderreihe Meister Eder und sein Pumuckl (mit Gustl Bayrhammer). Den gleichen Charakter verkörperte er auch 1994 in dem Kinofilm Pumuckl und der blaue Klabauter. Der Schauspieler war Mitglied des Komödienstadel-Ensembles und war zuletzt 2006 in der erfolgreichen ARD-Serie Um Himmels Willen an der Seite von Fritz Wepper und Jutta Speidel zu sehen. Er war mit der Schauspielerin Eva Hatzelmann-Zeussel verheiratet.
Seine letzte Ruhestätte (Grab 97-5-16) befindet sich auf dem Münchener Ostfriedhof im Stadtbezirk Obergiesing-Fasangarten.

## Filmografie

### Kinofilme
- 1985: Zuckerbaby
- 1986: Hatschipuh
- 1994: Pumuckl und der blaue Klabauter

### Fernsehfilme
- 1975: Der Wohltäter
- 1977: Der Komödienstadel – Die Widerspenstigen
- 1978: Der Komödienstadel – Der ledige Hof
- 1979: Tatort – Spiel mit Karten
- 1979: Tatort – Maria im Elend
- 1980: Die Undankbare
- 1981: Tatort – Im Fadenkreuz
- 1982: Die Tochter des Bombardon
- 1985: Der Komödienstadel – Der Schneesturm
- 1987: Tatort – Pension Tosca oder Die Sterne lügen nicht
- 1989: Sturm im Wasserglas
- 1991: Tatort – Animals
- 1993: Der Komödienstadel – Der siebte Bua
- 1993: Der Komödienstadel – Die Kartenlegerin
- 1993: Grüß Gott, Genosse
- 1996: Jägerblut
- 1999: Tatort – Viktualienmarkt

### Fernsehserien
- 1978: Auf Achse – Fliegender Start
- 1980: Derrick – Der Tod sucht Abonnenten
- 1981: Derrick – Das sechste Streichholz
- 1982: Der Alte – Tote Lumpen jagt man nicht
- 1982: Meister Eder und sein Pumuckl – Das Neue Badezimmer / Das Weihnachtsgeschenk / Der erste Schnee / Das Spanferkelessen / Pumuckl und die Angst
- 1983: Polizeiinspektion 1 – Die Fortuna-Verkehrs-GmbH
- 1983: Weißblaue Geschichten – Bua oder Madl / Der Briefwechsel / Der Gasableser / Der Dorfbrunnen
- 1984: Franz Xaver Brunnmayr (6 Folgen)
- 1988: Der Alte – Kein gutes Ende
- 1988: Lindenstraße – Laura
- 1988: Meister Eder und sein Pumuckl – Die geheimnisvolle Schaukel / Pumuckl und die Katze / Eders Weihnachtsgeschenk / Pumuckl ist an gar nichts schuld / Der blutige Daumen / Das Spiel mit dem Feuer
- 1989: Die Hausmeisterin – Blumen für Isidor
- 1992: Forsthaus Falkenau – Autowilderer
- 1994: Die Wache – Kleine Gefälligkeiten
- 1997: Frauenarzt Dr. Markus Merthin – Die Duftnase
- 1998: Lindenstraße – Auf in die Fremde
- 1999: Café Meineid – Kinderfasching
- 2000: Der Bulle von Tölz – Treibjagd
- 2001: Forsthaus Falkenau – Selbstfindung
- 2002: Forsthaus Falkenau – Hausmittel
- 2002: Tierarzt Dr. Engel – Das Mysterium
- 2002: Der Bulle von Tölz – Mörder unter sich
- 2004: Der Bulle von Tölz – Krieg der Sterne

## Hörspiele (Auswahl)
- 1972: Franz Gischel: Der Komödienstadel: Die Kleine Welt – Regie: Olf Fischer
- 1974: Ludwig Ganghofer: Der Komödienstadel: Der Jäger von Fall – Regie: Olf Fischer
- 1978: Joseph Maria Lutz: Der Komödienstadel: Der Geisterbräu – Regie: Olf Fischer
- 1979: Marieluise Fleißer: Bayerische Szene: Der starke Stamm – Bearbeitung und Regie: Edmund Steinberger
- 1981: Fritz Meingast: Gerichtstag in Braunau – Regie: Ferry Bauer
- 1979: Ludwig Anzengruber: Bayerische Szene: Der ledige Hof – Regie: Olf Fischer
- 1981: Anton Maly: Der Komödienstadel: Schneesturm – Regie: Olf Fischer
- 1981: Traugott Krischke: Angaben zur Person des Zeugen Josef von Horváth – Regie: Alexander Malachovsky
- 1982: Willy Purucker: Die Grandauers und ihre Zeit (14. Folge: Umzüge) – Regie: Willy Purucker
- 1984: Georg Lohmeier: Königlich Bayerisches Amtsgericht (6. Folge: Der gesetzliche Fehler) – Redaktion und Regie: Michael Peter
- 1984: Georg Lohmeier: Königlich Bayerisches Amtsgericht (8. Folge: Der Bierkrawall) – Redaktion und Regie: Michael Peter
- 1984: Martha Meuffels: Familie Loibl (41. Folge: Und so verbringst du deine kurzen Tage) – Redaktion und Regie: Michael Peter
- 1986: Hatschipuh
- 1987: Susanne Nawrath: Die Schützenliesl – Regie: Gustl Weishappel
- 1988: Fritz Meingast: Bayerische Szene: Gott würfelt nicht – Regie: Michael Peter
- 2005: Kleine Fische – Folge 1: Rumdackln
- 2006: Kleine Fische – Folge 2: Des neie Radl